# Sentō
Pour les articles homonymes, voir Sento (homonymie).
Ne doit pas être confondu avec CENTO.

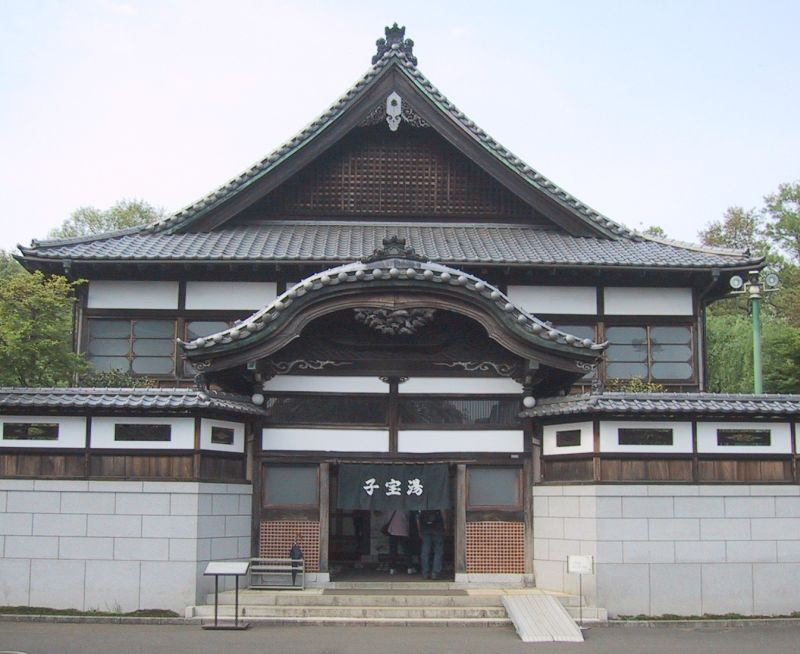
Entrée du sentō au Musée de plein air d'Edo à Tokyo.

Le sentō (銭湯) est un type de bain public japonais payant. Typiquement, ces bains sont fonctionnels, constitués d'une grande salle avec un mur séparant les deux sexes et, de chaque côté, des rangées de robinets simples et un grand bassin où les clients se baignent ensemble après s'être lavés.
Depuis la seconde moitié du XXe siècle, ces lieux ont perdu de leur popularité étant donné la généralisation des salles de bains privées à l'occidentale dans les maisons japonaises. Cependant, certains Japonais pensent qu'il est important, socialement parlant, de se rendre aux bains publics, selon une théorie qui veut que l'intimité physique permette l'intimité émotionnelle. Pour d'autres, aller dans un sentō est nécessaire car ils vivent dans de petits logements sans bains privés, ou parce qu'ils préfèrent se laver dans des endroits spacieux, ou parfois profiter des saunas et des bains à bulles que l'on trouve désormais dans les sentō récents ou rénovés.
Certains onsen utilisent des eaux thermales, soit en étant raccordé à une source, soit en se procurant de l'eau venant de onsen locaux ou réputés.

## Disposition et architecture d'unsentō

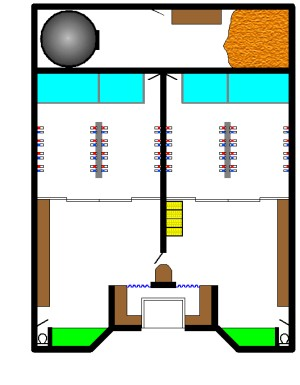
Schéma d'un sentō traditionnel dans le style de Tokyo.

### Entrée

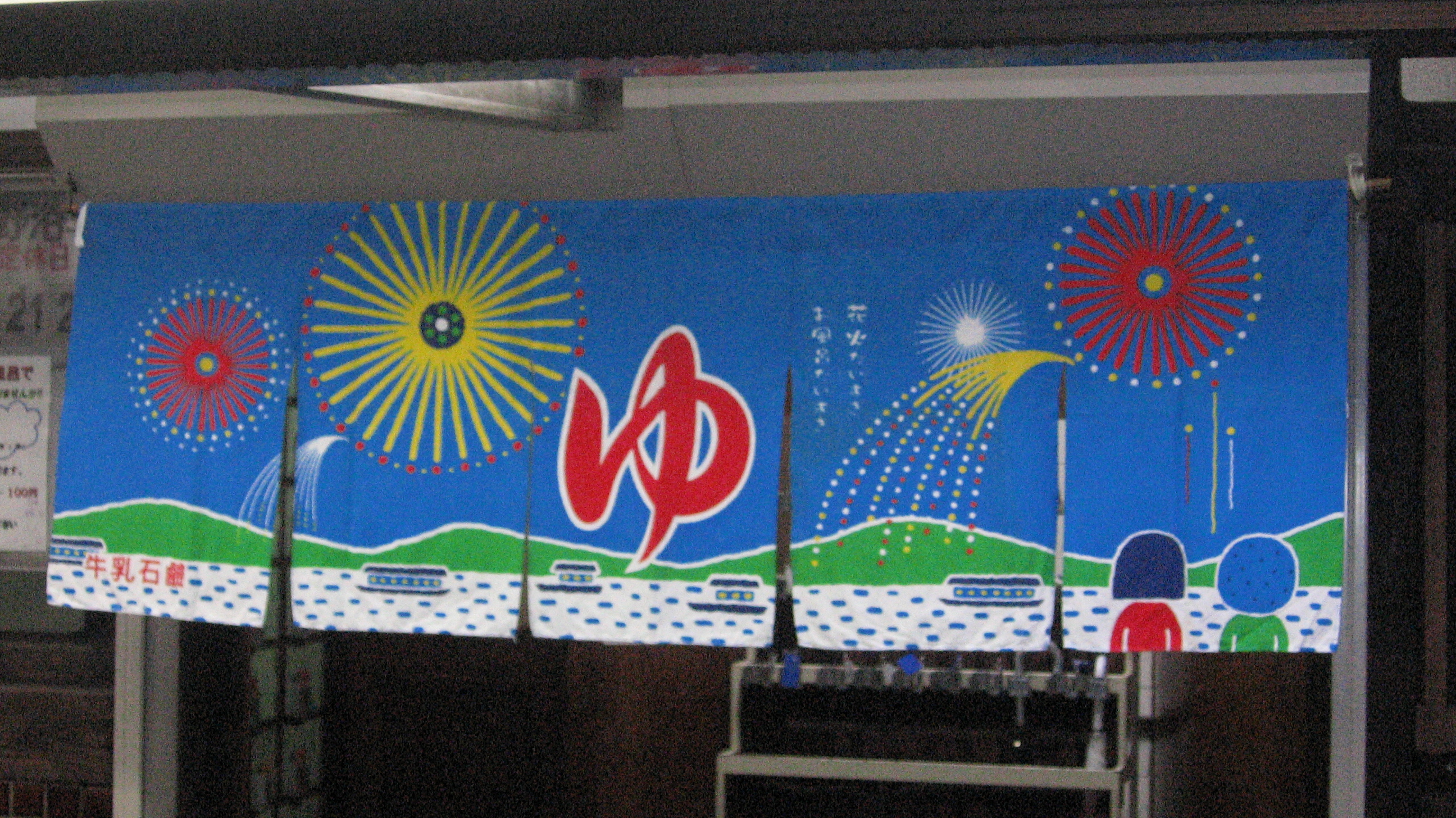
Noren orné du symbole.

Les sentō peuvent présenter différents aménagements. Mais un sentō typique se présente généralement comme sur le schéma de droite. De l'extérieur, l'entrée est similaire à celle d'un temple, avec un rideau japonais (暖簾, noren) tendu devant l'entrée. Le noren est souvent dans des tons de bleu et orné du kanji représentant l'eau chaude (湯, yu), ou de l'hiragana correspondant, ゆ (pour être lisible par les enfants qui ne connaissent pas encore tous les kanjis). Derrière l'entrée se trouve une pièce abritant les casiers à chaussures, suivie de deux rideaux ou des portes, chacun d'un côté. Ils mènent aux vestiaires séparés (脱衣場, datsuijo), également appelés datsuiba, des hommes et des femmes. L'entrée des hommes est souvent bleue et marquée du kanji représentant l'homme (男, otoko), tandis que celle des femmes est rouge et marquée du kanji représentant la femme (女, onna). Les vestiaires des hommes et des femmes sont similaires, et ne présentent que quelques différences minimes.

### Vestiaires

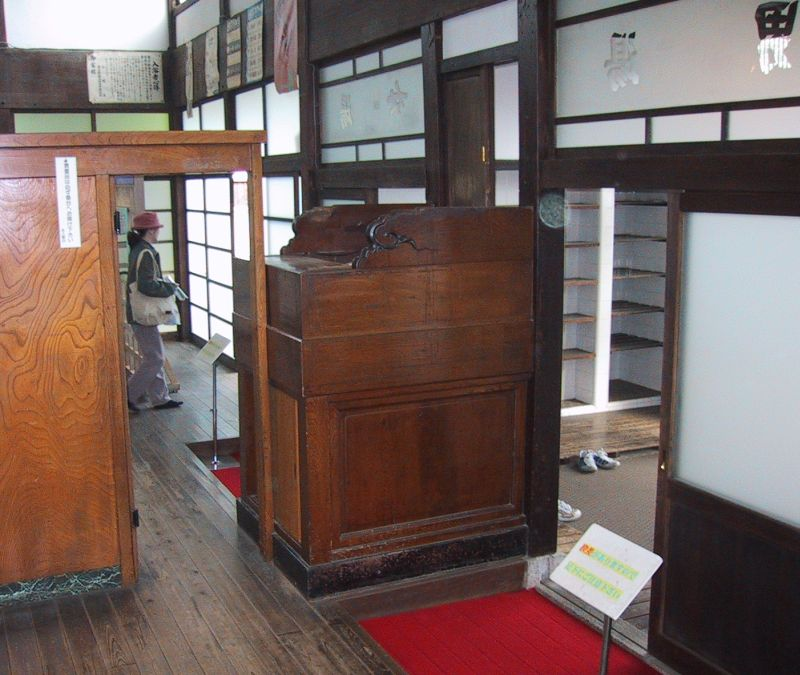
Bandai des bains du Musée de plein air d'Edo à Tokyo.

Les sentō peuvent avoir deux types d'entrée. Dans le premier, la personne responsable des bains est assise à un bureau face à l'entrée. Dans la seconde, on trouve un bandai pour la personne responsable des bains. À Tokyo, 660 sentō sont du premier type tandis que seulement 315 utilisent toujours un bandai[réf. souhaitée].
Dans ce dernier cas, juste derrière l'entrée se trouve le bandai (番台) où est installé le personnel d'accueil. Il s'agit d'une cabine rectangulaire ou semi-circulaire munie d'un comptoir, haute généralement d'1,50 m à 1,80 m. Une grande horloge est souvent accrochée au-dessus du bandai. Juste après, on trouve généralement une porte entre les deux vestiaires, utilisée uniquement par le personnel. Les vestiaires mesurent environ 10 m par 10, peuvent être partiellement recouverts de tatamis, et contiennent les casiers destinés aux vêtements. Il y a aussi souvent une grande armoire contenant l'équipement des clients réguliers.
Le plafond des bains est très haut, de 3 à 4 m. Le mur qui sépare les hommes des femmes mesure environ 2 mètres de hauteur. Les vestiaires donnent souvent accès à un petit jardin japonais avec un bassin et à des toilettes japonaises. Il y a aussi des tables et des chaises, parfois des chaises de massage à pièces. Il peut aussi y avoir des distributeurs de glaces et de boissons. Les vestiaires peuvent aussi contenir une balance et une toise ; dans les sentō très anciens, les anciennes mesures japonaises sont utilisées, et le poids est mesuré en monme (匁), représentant 3,75 g, et en kan, représentant 1 000 monme soit 3,75 kg. De même, les sentō anciens ont des toises qui s'arrêtent à 1,80 m. Il y a souvent des publicités pour des produits locaux dans les vestiaires ; ces publicités, ainsi que la décoration, sont différentes selon les côtés. Les vestiaires des femmes contiennent souvent des tables à langer et peuvent avoir plus de miroirs que du côté des hommes.
Les chaussures sont rangées dans des casiers numérotés dès l’entrée. Les vestiaires comprennent des casiers, des sanitaires et un choix assez large d’accessoires hygiéniques qui comprendront systématiquement cotons tiges, sèche-cheveux, serviettes, brosses, peignes, dentifrice et rasoirs. Plus loin, une ou plusieurs salles proposent douches, bains et parfois sauna et hammams. Les lieux sont lavés systématiquement quotidiennement.

### Salle de bains

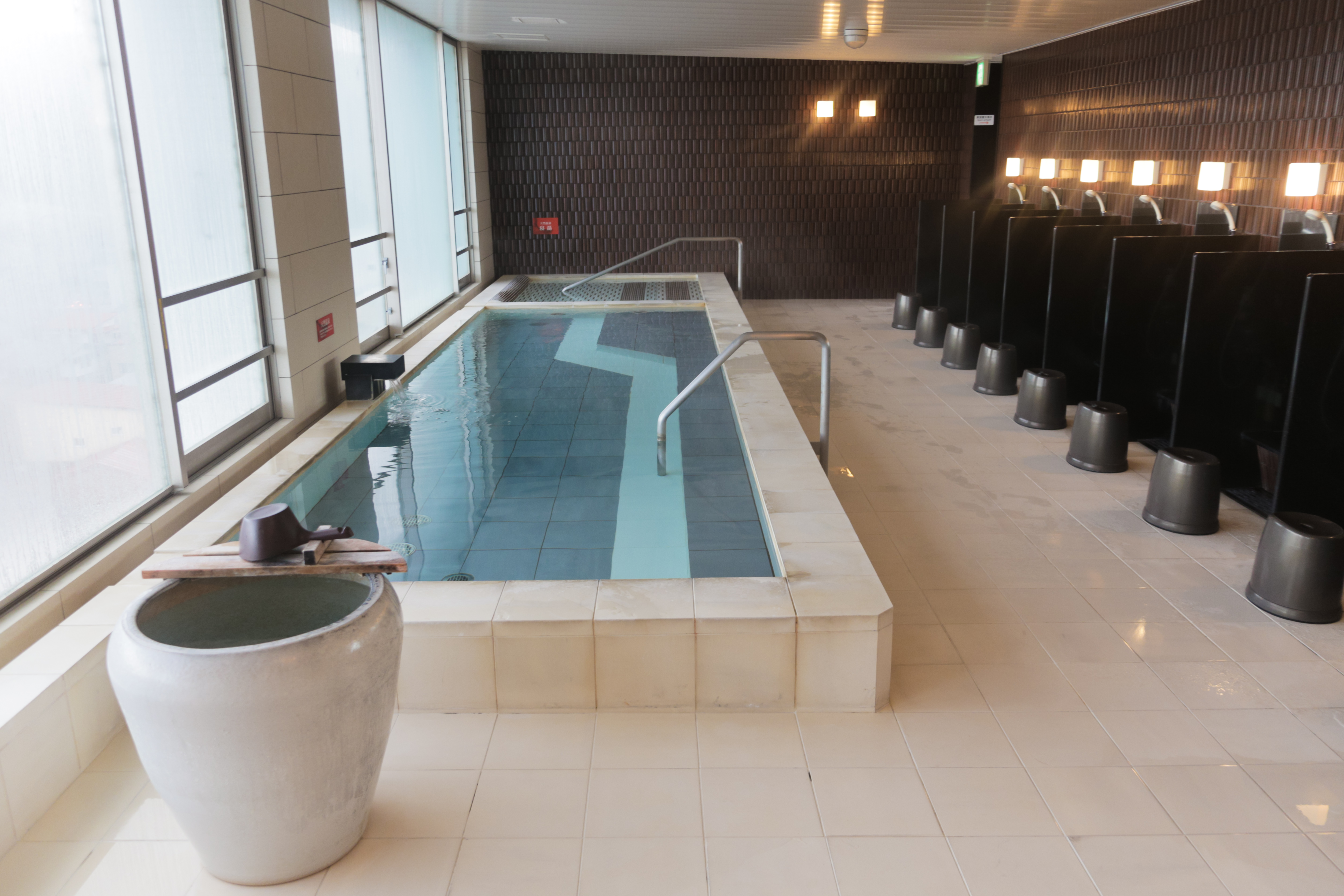
Intérieur d'un sentō moderne, avec les bassins à gauche et les douches à droite.

La salle de bains est séparée des vestiaires par des portes coulissantes pour préserver la chaleur du bain. Ce n'est cependant pas le cas dans la région d'Okinawa où la température extérieure est élevée toute l'année, ce qui rend inutile de confiner l'air chaud à l'intérieur des bains. Les sentō d'Okinawa n'ont donc pas de séparation entre les vestiaires et les bains, ou seulement une petite cloison avec une ouverture.
La salle de bains est généralement carrelée. Près de l'entrée sont stockés les tabourets et les seaux destinés aux baigneurs. La salle contient plusieurs rangées de robinets situées le long des murs latéraux, et parfois au milieu, chaque unité consistant en deux robinets (カラン, karan) (d'après le hollandais kraan, robinet), un d'eau chaude et un d'eau froide, et d'une pomme de douche.
Au bout de la salle se trouvent les baignoires, généralement deux ou trois bassins à différentes températures, et parfois aussi un bain à bulles électrique. Deux styles de salle de bains coexistent dans le pays. Autour d'Osaka et dans le reste de la région du Kansai, les bains se trouvent généralement au centre de la pièce, tandis qu'à Tokyo et dans la région du Kanto, ils se trouvent la plupart du temps au bout de la pièce.
Le mur qui sépare les hommes et les femmes mesure généralement 2 m de haut, tandis que le plafond est à 3 m ou 4 m, et se termine par de grandes fenêtres en haut. Dans des cas rares, le mur de séparation comporte également un petit trou, qui servait à se passer le savon entre membres d'une famille. De nos jours, ce trou est devenu inutile car la plupart des familles peuvent se payer un savon par personne.

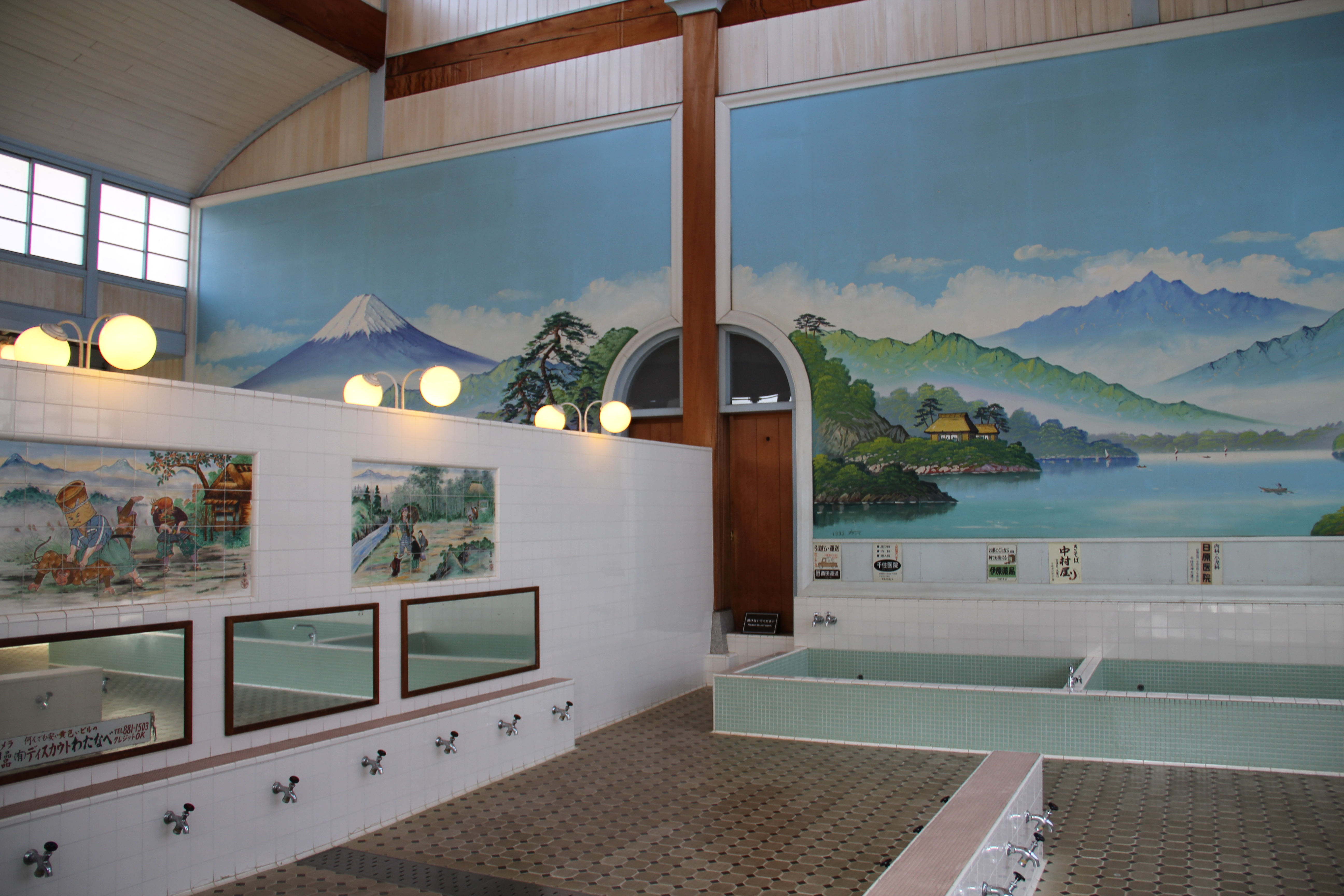
Intérieur des bains du Musée de plein air d'Edo. La peinture murale représente un paysage, avec le mont Fuji du côté gauche.

Le mur du fond est souvent orné d'une grande peinture décorative. Il s'agit souvent du mont Fuji, mais il peut s'agir de n'importe quel paysage japonais, d'un paysage européen ou d'un paysage générique de rivière ou d'océan. Dans de plus rares cas, la décoration peut inclure un groupe de guerriers ou un nu féminin du côté des hommes, ou des enfants ou une femme du côté des femmes mais aussi des scènes de nature ou des éléments de la culture populaire.

### Chaufferie
Derrière la salle de bains se trouve la chaufferie (釜場, kamaba), où une chaudière chauffe l'eau des bains. Elle peut fonctionner au fioul ou à l'électricité ou parfois au bois. Après la Seconde Guerre mondiale, Tokyo a connu plusieurs pannes d'électricité, quand plusieurs sentō allumaient le chauffage électrique des bains en même temps.

### Sauna
De nos jours, plusieurs sentō possèdent des saunas munis d'un petit bassin d'eau froide à la sortie pour se rafraîchir. L'accès au sauna coûte généralement un supplément et le personnel donne au client un bracelet indiquant qu'il est autorisé à utiliser le sauna.

## Comportement ausentō
Ce paragraphe décrit les règles de base de comportement dans un sentō. 

### Équipement
Prendre un bain au sentō demande un équipement minimum consistant en une serviette, un savon et un shampooing. Ces objets sont souvent vendus dans les sentō par le personnel. Les clients apportent souvent deux serviettes : une grande en coton pour se sécher et une petite en nylon pour se laver. D'autres produits d'hygiène peuvent être utilisés dans les sentō : de la pierre ponce, une brosse à dents et du dentifrice, un rasoir, un peigne, un bonnet de douche, du maquillage… Certains clients peuvent apporter leur propre seau pour se laver.

### Entrée dans lesentō
Au Japon, on retire systématiquement ses chaussures en entrant dans une maison. De même, les clients doivent retirer leurs chaussures en entrant dans le sentō et les déposer dans les casiers à chaussures de l'entrée, casiers qui sont généralement gratuits. Après cela, les clients doivent entrer dans le vestiaire correspondant à leur sexe.
À Tokyo, le tarif des bains publics est fixé à 550 yens en 2024. À travers le Japon, le tarif est en moyenne de 300 à 500 yens pour adultes (100 à 300 yens pour enfants de moins 12 ans). Moyennant des suppléments, le personnel peut fournir divers équipements de bain comme des serviettes, du savon, des rasoirs ou des peignes. Des distributeurs fournissent également des glaces et des boissons.

### Salle de bains

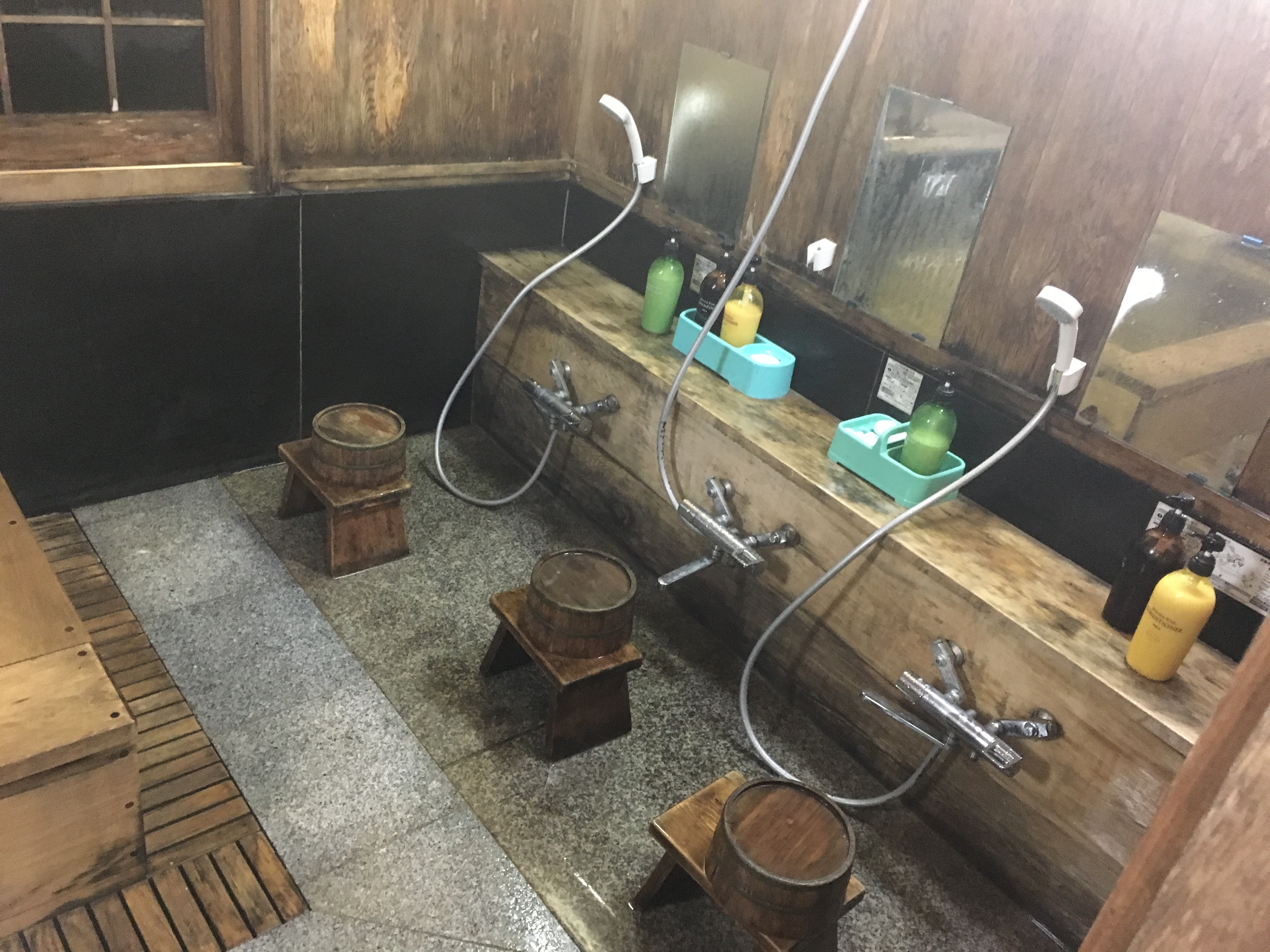
Douches d'un sentō.

Avant de se tremper dans la baignoire, il faut se nettoyer des pieds à la tête. Dans les onsen, les sources chaudes minérales, les baigneurs ne se rincent pas après le bain afin de prolonger leur exposition aux minéraux contenus dans l'eau. Dans les bains normaux, il faut normalement se rincer après le bain.

## Aspects sociaux et culturels

### Voyeurisme
Beaucoup de sentō ont un surveillant assis au-dessus du bandai, qui surveille à la fois les bains des hommes et ceux des femmes. La plupart du temps, il s'agit d'une surveillante, car les hommes ne voient pas d'inconvénient à être vus par une femme, tandis que les femmes peuvent être embarrassées qu'un homme les regarde.
Les cas de voyeurisme avéré dans les sentō sont rares. Généralement, le voyeur est un homme et la victime une femme. Par exemple, en 2001, un homme a profité de sa grande taille pour regarder par-dessus le mur de séparation. En 2003, un homme se serait travesti pour entrer dans le vestiaire des femmes.
Récemment, le risque de voyeurisme par l'utilisation de la vidéosurveillance s'est accru, particulièrement dans les bains de grande surface ou en plein air.
Les enfants sont généralement autorisés à accompagner un parent du sexe opposé ; typiquement, un garçon accompagnera sa mère dans le bain des femmes. À Tokyo, les règlements des bains limitent cette pratique aux enfants jusqu'à 10 ans. Certains adultes sont opposés à cette règle car ils craignent que les enfants prennent trop d'intérêt à la vue de personnes du sexe opposé.

### Tensions entre classes sociales
Il peut y avoir occasionnellement des tensions entre classes sociales dans les sentō. Ce n'est le cas que pour les personnes dont la différence de classe sociale peut être remarquée même sans vêtements : il s'agit principalement des yakuzas et des étrangers.
Les yakuzas se distinguent par la présence de tatouages sur tout leur corps. Par conséquent, certains sentō, particulièrement dans les zones concernées par la criminalité, interdisent l'entrée à toute personne tatouée pour éviter la présence de yakuzas.
Il est également facile de distinguer les étrangers des Japonais dans un sentō au vu des différences morphologiques, mais la discrimination raciale dans les bains est très rare. Cependant, comme indiqué plus haut, les bains publics sont un des rares endroits où les Japonais peuvent être offensés par le non-respect de leurs coutumes, particulièrement si cela a pour conséquence de « polluer » le bain. Cela peut engendrer des tensions à la vue d'un étranger inconnu. Afin d'éviter les problèmes, les sentō affichent généralement à l'entrée le règlement et les coutumes en japonais et aussi dans d'autres langues (selon les régions, l'anglais, le chinois, le portugais ou le tagalog) pour les clients étrangers.
Dans certains cas, les sentō peuvent interdire l'accès aux étrangers. Par exemple, certains ports de Hokkaido sont fréquentés par les navires de pêche russes, et certains sentō se plaignent du mauvais comportement des marins russes éméchés. L'un d'entre eux en particulier, le Yunohana onsen d'Otaru à Hokkaido, a totalement interdit l'entrée aux personnes n'ayant pas le type japonais. Cette affaire a fait du bruit au Japon quand trois hommes, Debito Arudou, Olaf Karthaus et Ken Sutherland, se sont vu refuser l'entrée des bains à trois reprises car ils n'avaient pas le type japonais ; cependant, Debito Arudou était naturalisé japonais et avait les papiers pour le prouver au personnel du sentō. Les trois hommes intentèrent alors un procès contre le sentō et la ville d'Otaru pour discrimination raciale et gagnèrent leur procès. Le sentō dut leur payer 1 000 000 yens à chacun ; cependant, il fut déclaré lors du procès que si la ville d'Otaru était aussi responsable que le gouvernement de la lutte contre la discrimination raciale, en revanche, il n'était pas obligatoire de combattre la discrimination par des lois uniquement locales.

## Problèmes sanitaires
Les sentō ont eu des problèmes de légionellose dans les bains. Afin d'y remédier, on ajoute désormais du chlore dans les bassins.

## Histoire dessentō
L'origine des sentō et des bains japonais est généralement reliée aux temples bouddhistes en Inde, qui l'exportèrent en Chine, puis au Japon pendant l'ère Nara (710-794 apr. J.-C.).

### Bains religieux: de l'époque de Nara à l'époque de Kamakura
Au début, à cause de leur signification religieuse, les bains se trouvaient dans les temples. On les appelait yuya (湯屋, littéralement « boutique d'eau chaude ») puis, quand leur taille augmenta, ôyuya (大湯屋, « grande boutique d'eau chaude »). Il s'agissait souvent de bains de vapeur (蒸し風呂, mushiburo). D'abord utilisés par les prêtres, ils furent progressivement ouverts aux malades, et pendant l'époque de Kamakura (1185-1833 apr. J.-C.), les malades avaient un accès régulier aux bains. À cette même époque, les riches marchands et les membres des classes sociales aisées firent également aménager des bains dans leurs résidences.

### Bains commerciaux: époque de Kamakura
La première allusion à une maison de bains commerciale se trouve en 1266 dans le Nichiren goshoroku (日蓮御書録). Ces maisons de bains mixtes ne ressemblaient que vaguement aux sentō modernes. En entrant dans les bains, les clients avaient accès à un vestiaire nommé datsuijo (脱衣場), où ils recevaient également une ration d'eau chaude puisqu'il n'y avait pas de robinets. L'entrée du bain de vapeur était une porte de seulement 80 cm de hauteur, permettant à la chaleur de ne pas sortir de la pièce. Avec ces petites ouvertures, la quasi-absence de fenêtres et la vapeur épaisse, les bains étaient très sombres et les clients avaient l'habitude de se racler la gorge pour signaler leur position aux autres.

### Bains de l'époque d'Edo

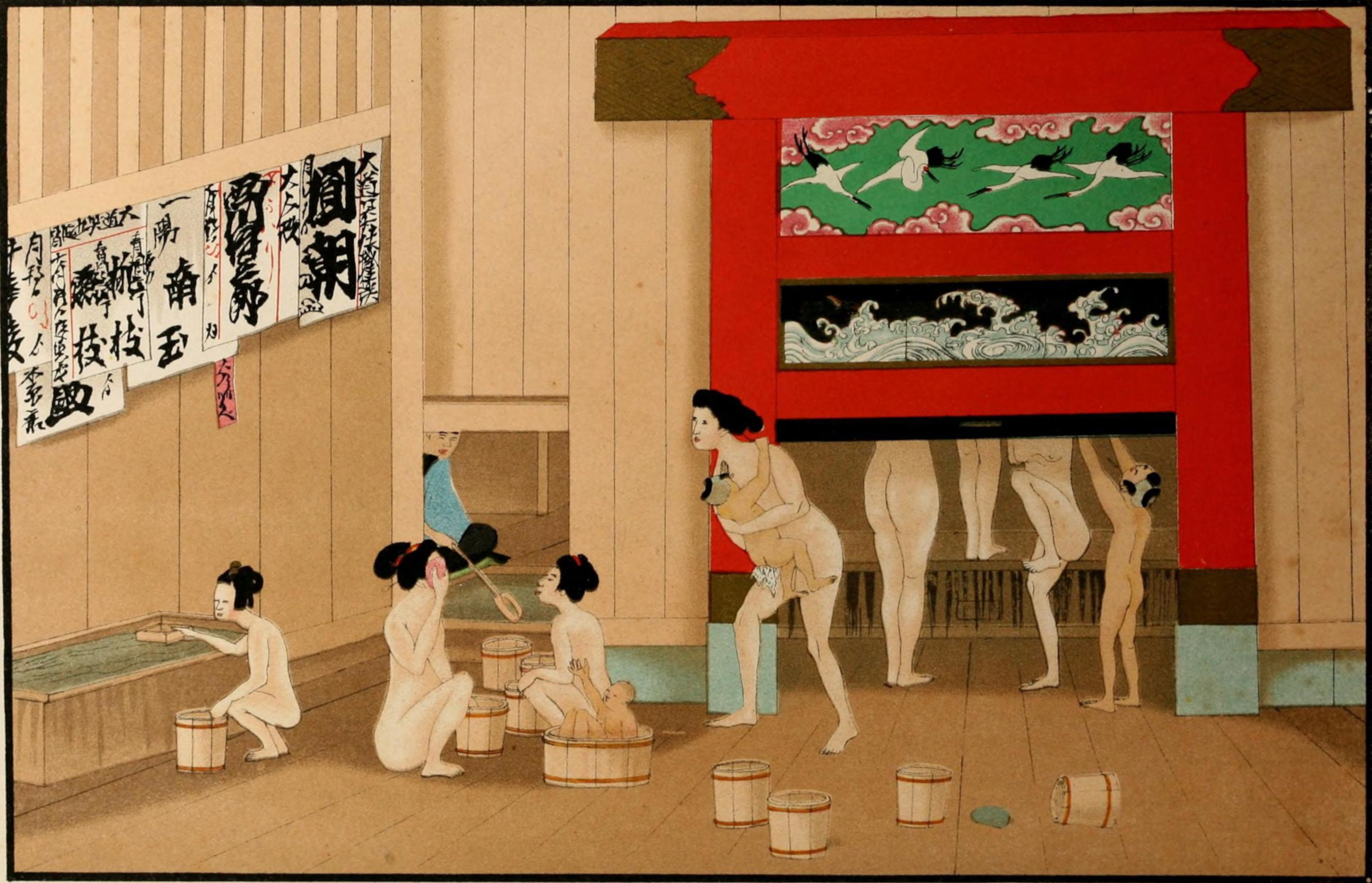
Femmes dans un bain public, reproduction chromolithographique publiée dans Sketches of Japanese Manners and Customs, 1867.

Au début de l'époque d'Edo (1603-1867), il existait deux types de bains publics répandus au Japon. À Tokyo (appelé Edo à cette époque), il s'agissait de bains avec un grand bassin d'eau chaude, nommé yuya (湯屋, littéralement « boutique d'eau chaude »), alors qu'à Osaka, les bains publics étaient des bains de vapeur avec un bassin peu profond, nommés mushiburo (蒸し風呂, littéralement « bain de vapeur »), ou simplement furo (風呂).
À la fin de l'époque d'Edo, le shogunat Tokugawa ordonna plusieurs fois que les bains publics ne soient plus mixtes, afin de préserver la morale. Cependant, plusieurs propriétaires de bains se contentèrent de séparer les deux sexes par une petite cloison, ce qui n'avait que peu d'effet. D'autres bains accueillirent les hommes et les femmes à des heures ou des jours distincts, ou devinrent réservés aux hommes ou aux femmes. Les lois sur la séparation des sexes aux bains furent relâchées.
Une autre raison de la popularité des bains publics était la présence d'employées nommées yuna (湯女, littéralement « femme d'eau chaude »), dont le travail était d'aider les baigneurs à se frotter le dos. Cependant, après la fermeture des bains, ces femmes se prostituaient auprès des clients. De nos jours encore, certaines maisons closes sont spécialisées dans la fourniture de femmes qui lavent le dos des clients. Ce service porte le nom de sōpu rando (ソープランド, de l'anglais soapland, « monde de savon »). Le shogunat Tokugawa établit des lois limitant à trois le nombre de yuna par bain public afin d'endiguer le phénomène. Cette loi fut largement ignorée, si bien que le shogunat interdit totalement les yuna, avant d'interdire encore une fois les bains mixtes. De nombreuses yuna au chômage continuèrent d'offrir leurs services dans les quartiers de plaisir officiels. Jusqu'en 1870, il y avait également des employés nommés sansuke (三助, littéralement « trois aides ») qui lavaient et massaient les clients hommes et femmes, mais qui, apparemment, ne se prostituaient pas. L'interdiction des bains mixtes se relâcha à nouveau, mais quand le commodore Matthew Perry visita le Japon en 1853 et 1854, il fut choqué par la moralité douteuse dans les bains mixtes, si bien que le shogunat décréta une nouvelle interdiction.

### Bains modernes: époque de Meiji
Pendant l'ère Meiji (1867-1912), la disposition des bains changea radicalement. L'entrée étroite de la salle de bains fut agrandie pour devenir une porte de taille normale, les bassins furent partiellement enterrés afin d'être plus facilement accessibles, et la hauteur du plafond doubla. Vu que le bain se concentrait sur l'eau chaude et non plus sur la vapeur, les bâtiments se garnirent de fenêtres, ce qui les rendit beaucoup plus lumineux. La seule différence entre ces bains et les sentō actuels est qu'ils utilisaient du bois pour le sol de la salle de bains et qu'il n'y avait pas encore de robinets.
De plus, une nouvelle loi séparant les sexes dans les bains fut décrétée en 1890 et les enfants ne furent autorisés à accompagner un parent du sexe opposé que jusqu'à 8 ans.

### Reconstruction des bains après le grand tremblement de terre du Kantô
Au début de l'ère Taishô (1912-1926), les murs et les sols des bains publics furent progressivement recouverts de carrelage à la place du bois. Le tremblement de terre de Kantō de 1923 dévasta Tokyo et détruisit la plupart des maisons de bains dans la région. Cela accéléra l'évolution vers des bains carrelés, car les établissements furent reconstruits dans le nouveau style de l'époque, avec du carrelage. À la fin de l'ère Taisho, les robinets se généralisèrent également ; ils étaient du type encore utilisé actuellement. Ces robinets furent appelés karan (カラン), du hollandais kraan qui signifie « robinet ». Ils étaient présents en double exemplaire, un d'eau chaude et un d'eau froide, et les clients les mélangeaient à la bonne température dans leurs seaux.

### Reconstruction après la Seconde Guerre Mondiale: l'apogée dessentō
Pendant la Seconde Guerre mondiale, de 1941 à 1945, le Japon subit des bombardements, particulièrement les villes de Hiroshima et Nagasaki qui furent rasées par des bombes atomiques. De nombreux bains furent détruits dans les bombardements des villes. Des bains provisoires furent alors aménagés avec les moyens du bord, souvent sans toit. De plus, comme beaucoup d'habitations avaient été endommagées, les gens ne disposaient plus de leur propre salle de bains et furent plus nombreux à se rendre dans les bains publics. En 1965, la plupart des sentō fournirent des pommes de douches avec leurs robinets. Le nombre de sentō atteignit son point culminant en 1970.

### Déclin dessentōde nos jours
Alors que peu de personnes disposaient d'une salle de bains privée juste après la Seconde Guerre mondiale, celles-ci commencèrent à être beaucoup plus nombreuses à partir de 1970, et la plupart des nouveaux immeubles prévoyaient une salle de bains ou au moins une douche dans chaque appartement. Les gens perdirent alors de leur intérêt pour les bains publics, si bien que le nombre de sentō diminua. De plus, certains jeunes Japonais d'aujourd'hui sont embarrassés à l'idée de se montrer nus en public, ce qui les empêche de se rendre dans des sentō. Selon certains Japonais [réf. souhaitée], ne pas faire l'expérience de cette nudité collective empêche les jeunes de se socialiser correctement.

### Avenir dessentō
Les bains classiques sont en déclin, mais de nombreux propriétaires de sentō s'adaptent aux nouveaux goûts des clients en offrant des services plus diversifiés. Certains mettent l'accent sur la tradition et tiennent des sentō aux aménagements très classiques afin d'appâter les clients nostalgiques . Ce type de sentō est souvent aménagé en pleine nature, à proximité de points de vue, souvent avec un bain en plein air. Certains pratiquent des forages pour utiliser de l'eau de source chaude et passer d'un sentō normal à un plus prestigieux onsen.

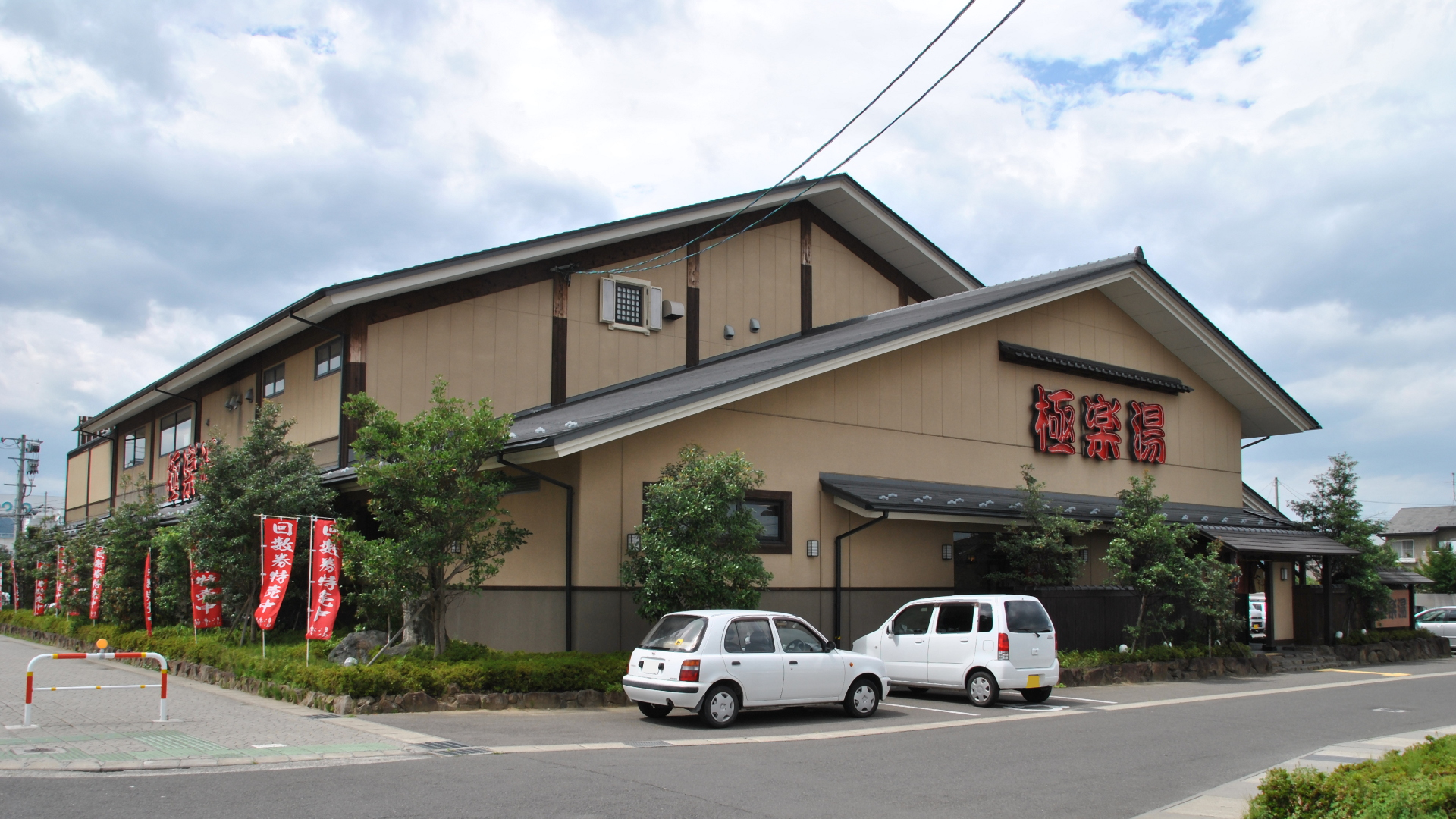
« Super sentō » Gokurakuyu de Natori.

Les bains qui ne peuvent pas profiter d'un beau paysage ou de sources chaudes tendent plutôt à se moderniser en « super sentō », qui offrent des installations plus variées que les deux ou trois bassins classiques. Ils peuvent contenir des bains de vapeur, des saunas, des jacuzzis ou même des toboggans aquatiques. Ils peuvent également se rapprocher d'un spa en proposant des massages, des bains médicinaux, des salles de gymnastique, comme le Spa LaQua de Tokyo Dome City à Tokyo. Les maisons de bains peuvent même développer des parcs d'attractions complets autour d'elles, incluant des restaurants, des karaokés et d'autres attractions. Ce genre d'installation peut demander aux clients de porter des maillots de bain, se rapprochant alors plus des parcs aquatiques occidentaux que des sentō.